# 远程接入
远程接入是在通过服务器集群上集中安装、部署和管理客户端，并安全地部署到包括Internet在内的任何网络，发布到使用任何客户端设备的用户的一种广泛、安全的接入服务。它为用户提供了一个一致性、个性化的体验。

## 优点
1. 低带宽下的访问
2. 解决互联网远程安全问题
3. 减少IT成本
4. 方便管理，降低维护成本
5. 高稳定、可扩展应用
6. 性能优化，支持更多用户访问
7. 服务器与客户机资源共享
8. 优秀的虚拟打印功能
9. 强大的本地输入，使操作更简单